# Saint-Ex
Saint-Ex és una pel·lícula biogràfica, estrenada el 1996, sobre l'escriptor, aviador i aventurer francès Antoine de Saint-Exupéry, filmada i distribuïda en el Regne Unit i protagonitzada per Bruno Ganz, Eleanor Bron i Miranda Richardson. Amb un guió de Frank Cottrell Boyce i adreça de Anand Tucker, la pel·lícula combina elements de biografia, documental i recreació dramàtica. Ha estat doblada al català.

## Argument
Per a consternació de la seva aristocràtica família francesa, el jove Antoine es converteix en pilot de correu. Es casa amb Consuelo, una bella salvadorenca, i estableixen la seva residència a Casablanca. Incapaç d'adaptar-se a la vida de l'aviador, Consuelo aviat escapa a París. Antoine la persegueix i es reconcilien, però ell s'oposa a deixar de volar. Gairebé mor quan el seu avió s'estavella, durant un intent per trencar el rècord aeri París-Saigon. Antoine escriu El Petit Príncep, però novament torna a volar per a la resistència durant l'ocupació nazi. El seu avió desapareix misteriosament durant una missió de reconeixement.

## Repartiment
- Bruno Ganz: Antoine de Saint-Exupéry
- Miranda Richardson: Consuelo Suncín (Consuelo de Saint-Exupéry)
- Janet McTeer: Genevieve de Ville-Franche
- Ken Stott: Prevot
- Katrin Cartlidge: Gabrielle de Saint-Exupéry
- Brid Brennan: Simone de Saint-Exupéry
- Eleanor Bron: Marie de Saint-Exupéry
- Karl Johnson: Didier Daurat
- Daniel Craig: Guillaumet
- Dominic Rowan: Secretari Aeropostal
- Anna Calder-Marshall: Moisy
- Joe Cottrell Boyce: Jove Antoine
- Aidan Cottrell Boyce: Francois
- Nicholas Hewetson: Pilot francès
- Alex Kingston: convidat a la festa